# جيمس ألان (لاعب كريكت)
جيمس ألان (3 يونيو 1972 في نيوزيلندا - ) (بالإنجليزية: James Allan)‏ هو لاعب كريكت نيوزلندي.

## وصلات خارجية
- جيمس ألان على موقع إي آس بي آن كريك إنفو (الإنجليزية)